# Жосасай
Жосасай (устар. Жусасай) — река в Казахстане, протекает по Мартукскому району Актюбинской области. Устье реки находится в 1 км от устья реки Тарангул по правому берегу. Длина реки — 21 км.